# Thiès Nord
Thiès Nord est l'une des trois communes d'arrondissement de la ville de Thiès, dans l'ouest du Sénégal.
Elle a été créée en novembre 2008.
C'est le chef-lieu de l'arrondissement de Thiès Nord.
Birame Souleye Diop, membre du Pastef, est maire de Thiès Nord de 2022 jusqu'à sa démission en mai 2024 à la suite de son entrée au gouvernement Sonko.